# Uno Lamm
August Uno Lamm (Aussprache [ʉˌːnʊ ˈlamː], * 22. Mai 1904 in Göteborg; † 1. Juni 1989) war ein schwedischer Elektroingenieur, der die Hochspannungs-Gleichstrom-Übertragung (HGÜ) mittels Quecksilberdampfgleichrichter entscheidend weiterentwickelte. Nach ihm ist die Auszeichnung Uno Lamm Award bezeichnet, welche jährlich seit 1981 von der IEEE Power Engineering Society für wesentliche Arbeiten auf dem Gebiet der HGÜ-Technik vergeben wird.
Uno Lamm erhielt den akademischen Grad eines Civilingenjör (schwedisch, dt. Diplomingenieur) 1927 an der Königlich Technischen Hochschule Stockholm und begann nach Ableistung des Militärdienstes bei ASEA ein Traineeprogramm. 1929 wurde er Leiter eines Projekts zur Entwicklung von Hochspannungs-Quecksilberdampfgleichrichtern. Seinerzeit waren sie bis 2500 V verwendbar. Parallel dazu studierte er weiter und wurde 1943 zum Doktor promoviert.
1955 wurde er Entwicklungsleiter für Schwedens ersten Kernreaktor. 1961 ging Lamm zu General Electric, um an der HGÜ Pacific DC Intertie mitzuarbeiten.
Lamms Sohn Martin erlangte Berühmtheit als schwedischer Künstler und Illustrator.